# Mirko Costa
Mirko Costa (Venezia, 5 luglio 1927) è un ex calciatore italiano, di ruolo attaccante.

## Carriera
Nel 1950 il Padova lo preleva dall'Aperol, formazione dilettantistica della città veneta, e con i biancoscudati gioca la stagione 1950-1951 in Serie A, dove colleziona dieci presenze e due gol. Debutta il 10 dicembre 1950 nella partita casalinga vinta contro la Triestina per 2-0, mentre veste per l'ultima volta la maglia dei veneti in occasione della partita Padova-Palermo (1-0) del 25 marzo 1951.
Nell'estate dello stesso anno viene ceduto in prestito al Piacenza, militante nel torneo di Serie C. Nella formazione emiliana è inizialmente titolare, tuttavia dopo l'acquisto di Serafino Romani e Piero Bortoletto trova minor spazio in campo, totalizzando 14 presenze e 4 reti in campionato. A fine stagione torna al Padova, che lo trasferisce alla Fermana, sempre con la formula del prestito.
Prosegue la carriera in Serie C e IV Serie con Siracusa (29 presenze e 4 gol nel torneo 1953-1954), Pescara, Castelfidardo e Nicastro.

## Palmarès

### Club

#### Competizioni nazionali
- Serie C: 1

Piacenza: 1951-1952